# جدجداوات نملية
الجدجداوات النملية أو تحت فصيلة ميرميكوفيليني (الاسم العلمي: Myrmecophilinae)، هي أسرة من الحشرات تتبع فصيلة الجداجد النملية من رتبة مستقيمات الأجنحة.

## قبائل الجدجداوات النملية
- الجدجداوية النملية
  - الجدجد النملي